# 全日本クラブ野球選手権大会
全日本クラブ野球選手権大会（ぜんにほんクラブやきゅうせんしゅけんたいかい）は、日本野球連盟加盟チームのうち、クラブチームを対象に毎年行われているトーナメント大会である。

## 歴史
日本野球連盟に加盟しているチームはすべて等しく都市対抗野球大会に参加することができるが、1940年代以降企業チームの台頭が進み、もともと都市対抗野球の表舞台で活躍していたクラブチームは本戦に出場することがきわめて厳しくなっていった。1974年に社会人野球日本選手権大会が創設されるまで、クラブチームが参加できる全国規模の大会は都市対抗野球だけであり、都市対抗の予選で敗退したチームは夏を迎える前にシーズンの主要な試合日程を終えてしまうことから、企業チームとクラブチームの実力差は拡大する一方であった。
クラブチーム間の交流と実戦機会を増やす要望がクラブチーム側から上がり、1976年に第1回大会が開かれた（第14回大会（1989年）までは「全日本クラブ対抗野球大会」の名称で開催されていた）。（以上の経緯についてクラブチーム (社会人野球)の項を参照。）
企業チームの縮小傾向が続く中クラブチームは増加しており、現在、単純計算では都市対抗野球の本戦出場よりもクラブ選手権の本戦出場の方が狭き門となっている。

## 出場資格
日本野球連盟に加盟しているチームで、登録規定に基づくチーム種別がクラブ登録であるか、会社登録である専修学校及び各種学校等のチーム。
長年にわたり、「同一の企業に所属する選手が10名以上いるチーム、及び広域複合企業チームは、クラブ野球選手権に出場することはできない」という規定が存在した。しかし、社会人野球日本選手権大会の出場要件を整理した2010年からは、原則として会社登録（広域複合企業チーム含む）以外のすべてのチームがクラブ選手権の予選に出場することが可能である。ただ、従来からこの規定に触れないクラブチームでも、特に企業チームから転換したチームによっては、スポンサー企業やチーム運営の方針から当大会に出場しないチームも存在する。
各大会にエントリーするには、各地区の予選が開始する1週間前までに日本野球連盟（および傘下各地区連盟・各都道府県連盟）に登録を完了させなければならない。出場する選手についても同様である。

## 開催時期
年により異なるが、おおむね8月後半から9月までの間に行われる。大会は近年4日間開催され、金曜日に開幕、翌週月曜日に閉幕する。
2020年大会は東京五輪開催に伴い、5月に開催予定で、一部地域では予選もはじまっていたが、新型コロナウイルス感染拡大の影響で中止となった。

## 会場
当初は一定していなかったが、第4回大会（1980年）に西武球場で開催すると、その後第20回大会（1995年）まで会場が固定されていた。クラブチームの拡大を受け、またそのすそ野を広げようとする目的から、第21回大会（1996年）から第33回大会（2008年）まで、西武球場（西武ドーム（インボイスSEIBUドーム・グッドウィルドーム））と地方球場の隔年開催となった。その後2019年まで再び西武ドームで開催球場が固定されていた。2021年からは各地域開催となり、2021年度は岐阜県の長良川球場・大垣市北公園野球場が会場となる。

## 大会の概要

### 主催等
第1回大会から日本野球連盟と毎日新聞社が主催を続けている。日本野球機構が共催に名を連ね、スポーツニッポン新聞社が後援、ミズノが協賛している。

### 大会システム
- トーナメント方式であり、敗者復活戦は行われない。近年原則として本戦出場は16チームであるため、4勝すると優勝となる。
- 大会3日目までは1日4試合を行い、最終日は準決勝と決勝を行う（優勝するためにはダブルヘッダーで連勝する必要がある）。都市対抗野球大会や社会人野球日本選手権大会と異なり、前の試合が早く終了した場合、次の試合の開始時刻を繰り上げることがある。

### 試合形式・ルール
- 原則として公認野球規則にのっとり行われるほか、アマチュア野球内規及び日本野球連盟内規も適用される。
- バットは木製バットを使用。第4回大会（1979年）から第29回大会（2004年）までは金属バットの使用が認められていた[6]。
- 指名打者制度を用いる（チーム独自の判断で指名打者を置かないとすることも可能である）。指名打者制度が導入されたのは第13回大会（1988年）以降[7]。
- 第1回大会からコールドゲーム制度が設けられている。7回以後で7点以上の点差がついている場合にコールドゲームが成立する。決勝戦を含め全試合に適用される。

#### タイブレーク
1日に3～4試合を消化することから、延長戦をスムーズに決着させるためタイブレーク制度が2003年以降導入された。当初は他大会と同様の要件で適用されていたが、現在は適用要件が緩やかにされている。他大会では決勝や準決勝ではタイブレークを適用しないこととしているが、クラブ選手権では決勝戦を含むすべての試合で適用される。
| 時期           | 適用要件 | 打順                           |
| -------------- | --- | ------------------------------ |
| 2003年～2007年 | (1)試合時間が4時間を超えていること (2)延長13回以上試合が進行していること ※上記の条件のいずれもを満たすこと。 | 前イニング最終打者の継続打順   |
| 2008年～2010年 | (1)試合時間が3時間30分を超えていること (2)9回が成立していること ※上記の条件のいずれもを満たすこと。          | 前イニング最終打者の継続打順   |
| 2011年～現在   | 9回が成立していること                                                                                        | 開始時に監督が任意の打者を指名 |

## 予選
本戦に出場するには各地区の予選を勝ち抜く必要がある。出場枠は登録クラブチーム数および近年の本大会等の成績により見直しが行われることがある。現行の地区割りと出場チーム数は次のとおりとなっている。（かっこ内は本戦出場チーム数）
- 北海道地区(1)
- 東北地区(4)
- 北信越地区(1)
- 北関東地区（茨城・栃木・群馬）(2)
- 南関東地区（埼玉・千葉・東京・神奈川・山梨）(2)
- 東海地区(1)
- 東近畿地区（滋賀・京都・奈良）(1)
- 西近畿地区（大阪・兵庫・和歌山）(1)
- 中国・四国地区(1)
- 九州地区(1)

これらに加え、前年優勝チームの所属する地区はその年限りで出場枠が1つ増やされる。この措置は第39回大会（2014年）から導入された。
上記のとおりの出場枠を獲得するため各地区で予選が行われる。また、その予選に出場するために各都道府県を単位とする予選が行われることが多い。対比する意味で都道府県単位の予選を1次予選、地区ごとの予選を2次予選と呼ぶ。

## 組み合わせ抽選
大会前に大会本部が非公開で行う。

## 表彰
選手個人を対象として以下の表彰が行われる。
- 最高殊勲選手賞

大会を通じて最も活躍した選手に贈られる。規定では明記されていないが優勝チームから選出されている。
- 敢闘賞

大会で敢闘した選手に贈られる。規定では明記されていないが準優勝チームから選出されている。
- 首位打者賞

大会を通じて最高の打率を残した選手に贈られる。条件として(1)決勝進出2チームの選手で、(2)全試合に出場し、(3)13打席11打数以上を記録していること。条件を満たした中で最も高い打率を記録した選手が受賞する。

## 優勝チームの特典
- 優勝旗、優勝盾、優勝メダル（個人）の授与
- 平岡杯[8]の授与
- 同年秋の社会人野球日本選手権大会の推薦出場[9]。

## 歴代優勝チーム等
| 回 | 年   | 開催球場                                   | 参加 チーム数                              | 優勝チーム                                 | 準優勝チーム                               | 最高殊勲選手賞 （すべて優勝チームから選出） |
| -- | ---- | ------------------------------------------ | ------------------------------------------ | ------------------------------------------ | ------------------------------------------ | ------------------------------------------- |
| 1  | 1976 | 明治神宮野球場                             | 10                                         | 全浦和野球団                               | 全足利クラブ                               | 大沢尭（投手）                              |
| 2  | 1977 | 後楽園スタヂアム                           | 10                                         | 全浦和野球団                               | 山梨クラブ                                 | 高田曠晴（投手）                            |
| 2  | 1977 | 電電関東グラウンド                         | 10                                         | 全浦和野球団                               | 山梨クラブ                                 | 高田曠晴（投手）                            |
| 2  | 1977 | 明治神宮野球場                             | 10                                         | 全浦和野球団                               | 山梨クラブ                                 | 高田曠晴（投手）                            |
| 3  | 1978 | 横浜スタジアム                             | 12                                         | 全浦和野球団                               | 全足利クラブ                               | 横田晃明（捕手）                            |
| 4  | 1979 | 西武球場                                   | 12                                         | 山梨球友クラブ                             | オール防府クラブ                           | 沢登公（投手）                              |
| 5  | 1980 | 西武球場                                   | 11                                         | オール常交                                 | 全足利クラブ                               | 鈴木秀幸（投手）                            |
| 6  | 1981 | 西武球場                                   | 11                                         | 大和クラブ                                 | 全足利クラブ                               | 高田光（投手）                              |
| 7  | 1982 | 西武球場                                   | 11                                         | 全足利クラブ                               | 全浦和野球団                               | 田代賢司（捕手）                            |
| 8  | 1983 | 西武球場                                   | 11                                         | 全足利クラブ                               | 全府中倶楽部                               | 吉田慎司（投手）                            |
| 9  | 1984 | 西武球場                                   | 12                                         | 全府中倶楽部                               | 全足利クラブ                               | 恩田雅一（内野手）                          |
| 10 | 1985 | 西武球場                                   | 12                                         | 全足利クラブ                               | オール常交                                 | 今井勉（投手）                              |
| 11 | 1986 | 西武球場                                   | 12                                         | 全足利クラブ                               | 函館太洋倶楽部                             | 瀧澤昭雄（捕手）                            |
| 12 | 1987 | 西武球場                                   | 12                                         | 全足利クラブ                               | 函館太洋倶楽部                             | 吉沢勇（投手）                              |
| 12 | 1987 | 西武第三球場                               | 12                                         | 全足利クラブ                               | 函館太洋倶楽部                             | 吉沢勇（投手）                              |
| 13 | 1988 | 西武球場                                   | 15                                         | 五大化学クラブ                             | 静岡クラブ                                 | 木佐貫功（内野手）                          |
| 13 | 1988 | 西武第三球場                               | 15                                         | 五大化学クラブ                             | 静岡クラブ                                 | 木佐貫功（内野手）                          |
| 14 | 1989 | 西武球場                                   | 15                                         | 全足利クラブ                               | 一関三星倶楽部                             | 亀田明（投手兼指名打者）                    |
| 14 | 1989 | 西武第三球場                               | 15                                         | 全足利クラブ                               | 一関三星倶楽部                             | 亀田明（投手兼指名打者）                    |
| 15 | 1990 | 西武球場                                   | 13                                         | 静岡硬式野球倶楽部                         | 札幌倶楽部                                 | 石川勝則（投手）                            |
| 15 | 1990 | 西武第三球場                               | 13                                         | 静岡硬式野球倶楽部                         | 札幌倶楽部                                 | 石川勝則（投手）                            |
| 16 | 1991 | 西武球場                                   | 13                                         | 天城ベースボールクラブ                     | 一関三星倶楽部                             | 永吉慎一（内野手）                          |
| 16 | 1991 | 西武第三球場                               | 13                                         | 天城ベースボールクラブ                     | 一関三星倶楽部                             | 永吉慎一（内野手）                          |
| 17 | 1992 | 西武球場                                   | 13                                         | 一関三星倶楽部                             | 郡山ベースボールクラブ                     | 渡辺政史（投手）                            |
| 17 | 1992 | 西武第三球場                               | 13                                         | 一関三星倶楽部                             | 郡山ベースボールクラブ                     | 渡辺政史（投手）                            |
| 18 | 1993 | 西武球場                                   | 13                                         | 全足利クラブ                               | 全太田野球倶楽部                           | 野中俊正（内野手）                          |
| 18 | 1993 | 西武第三球場                               | 13                                         | 全足利クラブ                               | 全太田野球倶楽部                           | 野中俊正（内野手）                          |
| 19 | 1994 | 西武球場                                   | 13                                         | 全伊勢崎硬建クラブ                         | 全太田野球倶楽部                           | 清水純（内野手）                            |
| 19 | 1994 | 西武第三球場                               | 13                                         | 全伊勢崎硬建クラブ                         | 全太田野球倶楽部                           | 清水純（内野手）                            |
| 20 | 1995 | 西武球場                                   | 13                                         | 全足利クラブ                               | WIEN BASEBALL CLUB                         | 五江渕誠司（投手）                          |
| 20 | 1995 | 西武第三球場                               | 13                                         | 全足利クラブ                               | WIEN BASEBALL CLUB                         | 五江渕誠司（投手）                          |
| 21 | 1996 | 函館オーシャンスタジアム                   | 14                                         | 鹿島レインボーズ                           | 水沢駒形野球倶楽部                         | 高橋純一（投手）                            |
| 21 | 1996 | 上磯運動公園球場                           | 14                                         | 鹿島レインボーズ                           | 水沢駒形野球倶楽部                         | 高橋純一（投手）                            |
| 22 | 1997 | 西武球場                                   | 13                                         | 全足利クラブ                               | 熊球クラブ                                 | 椎名博士（外野手兼指名打者）                |
| 22 | 1997 | 川崎球場                                   | 13                                         | 全足利クラブ                               | 熊球クラブ                                 | 椎名博士（外野手兼指名打者）                |
| 23 | 1998 | 岩手県営球場                               | 14                                         | アムウェイ・レッドソックス                 | 全府中倶楽部                               | 貝塚茂夫（捕手）                            |
| 23 | 1998 | 雫石町営球場                               | 14                                         | アムウェイ・レッドソックス                 | 全府中倶楽部                               | 貝塚茂夫（捕手）                            |
| 24 | 1999 | 西武ドーム                                 | 12                                         | WIEN'94                                    | 全伊勢崎硬建クラブ                         | 小野裕之（外野手）                          |
| 25 | 2000 | 長野オリンピックスタジアム                 | 14                                         | 全伊勢崎硬建クラブ                         | 大和高田クラブ                             | 星野誠司（内野手）                          |
| 26 | 2001 | 西武ドーム                                 | 15                                         | 大和高田クラブ                             | 水沢駒形野球倶楽部                         | 山下浩之（投手）                            |
| 27 | 2002 | 橿原公苑野球場                             | 16                                         | 大和高田クラブ                             | 全足利クラブ                               | 中井修（内野手）                            |
| 27 | 2002 | 鴻ノ池野球場                               | 16                                         | 大和高田クラブ                             | 全足利クラブ                               | 中井修（内野手）                            |
| 28 | 2003 | 西武ドーム                                 | 15                                         | 札幌ホーネッツ                             | 静岡硬式野球倶楽部                         | 澤田真一（投手）                            |
| 29 | 2004 | 静岡草薙球場                               | 16                                         | 全足利クラブ                               | 大和高田クラブ                             | 津久井進之介（外野手）                      |
| 29 | 2004 | 西ヶ谷球場                                 | 16                                         | 全足利クラブ                               | 大和高田クラブ                             | 津久井進之介（外野手）                      |
| 30 | 2005 | インボイスSEIBUドーム                      | 15                                         | NOMOベースボールクラブ                     | 大和高田クラブ                             | 藤江均（投手）                              |
| 31 | 2006 | 足利市硬式野球場                           | 21                                         | 和歌山箕島球友会                           | 大和高田クラブ                             | 吉岡大志（投手）                            |
| 31 | 2006 | 太田市運動公園野球場                       | 21                                         | 和歌山箕島球友会                           | 大和高田クラブ                             | 吉岡大志（投手）                            |
| 32 | 2007 | グッドウィルドーム                         | 16                                         | 茨城ゴールデンゴールズ                     | NOMOベースボールクラブ                     | 北野偉也（投手）                            |
| 33 | 2008 | 周南市野球場                               | 20                                         | 茨城ゴールデンゴールズ                     | 大和高田クラブ                             | 佐々木健太（外野手）                        |
| 33 | 2008 | 防府市スポーツセンター野球場               | 20                                         | 茨城ゴールデンゴールズ                     | 大和高田クラブ                             | 佐々木健太（外野手）                        |
| 34 | 2009 | 西武ドーム                                 | 16                                         | トータル阪神                               | 松山フェニックス                           | 上里田光正（投手）                          |
| 35 | 2010 | 西武ドーム                                 | 16                                         | 所沢グリーンベースボールクラブ             | 大和高田クラブ                             | 片山文男（投手）                            |
| 36 | 2011 | 西武ドーム                                 | 16                                         | 大和高田クラブ                             | 新日鐵大分ベースボールクラブ               | 中須賀慎之介（外野手）                      |
| 36 | 2011 | 大田スタジアム                             | 16                                         | 大和高田クラブ                             | 新日鐵大分ベースボールクラブ               | 中須賀慎之介（外野手）                      |
| 37 | 2012 | 西武ドーム                                 | 16                                         | 滋賀・高島ベースボールクラブ               | 和歌山箕島球友会                           | 福田佳三（外野手）                          |
| 38 | 2013 | 西武ドーム                                 | 16                                         | 和歌山箕島球友会                           | ミキハウスREDS                             | 三宅悠（投手）                              |
| 39 | 2014 | 西武ドーム                                 | 16                                         | 茨城ゴールデンゴールズ                     | 松山フェニックス                           | 岩田紀彦（外野手/投手）                     |
| 40 | 2015 | 西武プリンスドーム                         | 16                                         | 和歌山箕島球友会                           | 茨城ゴールデンゴールズ                     | 寺岡大輝（投手）                            |
| 41 | 2016 | 西武プリンスドーム                         | 16                                         | ビッグ開発ベースボールクラブ               | 千曲川硬式野球クラブ                       | 知念正弥（投手）                            |
| 42 | 2017 | メットライフドーム                         | 16                                         | 和歌山箕島球友会                           | 大和高田クラブ                             | 和田拓也（投手）                            |
| 43 | 2018 | メットライフドーム                         | 16                                         | 大和高田クラブ                             | 和歌山箕島球友会                           | 竹島貫太（内野手）                          |
| 44 | 2019 | メットライフドーム                         | 16                                         | マツゲン箕島硬式野球部                     | OBC高島                                    | 和田拓也（投手）                            |
| － | 2020 | 新型コロナウイルス感染拡大の影響により中止 | 新型コロナウイルス感染拡大の影響により中止 | 新型コロナウイルス感染拡大の影響により中止 | 新型コロナウイルス感染拡大の影響により中止 | 新型コロナウイルス感染拡大の影響により中止  |
| 45 | 2021 | 長良川球場                                 | 15                                         | 全足利クラブ                               | 千曲川硬式野球クラブ                       | 中田智暁（投手）                            |
| 45 | 2021 | 大垣市北公園野球場                         | 15                                         | 全足利クラブ                               | 千曲川硬式野球クラブ                       | 中田智暁（投手）                            |
| 46 | 2022 | 等々力球場                                 | 16                                         | 大和高田クラブ                             | 全足利クラブ                               | 松本凌太（外野手）                          |
| 46 | 2022 | 大和スタジアム                             | 16                                         | 大和高田クラブ                             | 全足利クラブ                               | 松本凌太（外野手）                          |
| 47 | 2023 | HARD OFF ECOスタジアム新潟                 | 16                                         | ショウワコーポレーション                   | 矢場とんブースターズ                       | 西口大河（内野手）                          |
| 47 | 2023 | 三条パール金属スタジアム                   | 16                                         | ショウワコーポレーション                   | 矢場とんブースターズ                       | 西口大河（内野手）                          |
| 47 | 2023 | 新発田市五十公野公園野球場                 | 16                                         | ショウワコーポレーション                   | 矢場とんブースターズ                       | 西口大河（内野手）                          |
| 48 | 2024 | ジェットブラックフラワーズスタジアム       | 16                                         | マツゲン箕島硬式野球部                     | エフコムBC                                 | 奥田貫太（投手）                            |
| 48 | 2024 | 太田市運動公園野球場                       | 16                                         | マツゲン箕島硬式野球部                     | エフコムBC                                 | 奥田貫太（投手）                            |
| 48 | 2024 | エイジェックさくら球場                     | 16                                         | マツゲン箕島硬式野球部                     | エフコムBC                                 | 奥田貫太（投手）                            |

## 放送
- 長年にわたり本大会の放送は行われず、試合は現地で観戦する以外の方法がなかったが、第38回大会（2013年）以降、J Sportsで準決勝以降3試合が中継されている[31]。